# Ecclesiam Dei

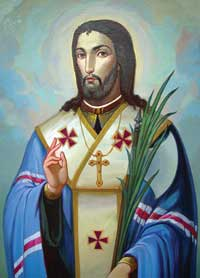
Josafat Kuncewycz

Ecclesiam Dei (Latijn voor De kerk van God) was een encycliek, uitgevaardigd door paus Pius XI op 12 november 1923, die tot onderwerp had het streven naar een hereniging met de Oosters-orthodoxe Kerk. In de encycliek werd het leven van de heilige Josafat Kuncewycz als uitgangspunt genomen.

## Josafat Kuncewycz
Josafat werd rond 1580 geboren als zoon van oosters-orthodoxe ouders. Tijdens zijn leven zette hij zich in om de eenheid binnen het christendom te herstellen en om een verzoening met de Heilige Stoel te realiseren. Hoewel hij veel weerstand ondervond, bleef hij volharden in zijn streven. Op 12 november 1623 werd hij uiteindelijk door tegenstanders vermoord. In 1867 werd Josafat Kuncewycz heilig verklaard door paus Pius IX.
Zijn martelaarschap was een voorbeeld voor verschillende andere geestelijken. Zijn dood heeft vele gelovigen doen terugkeren tot het katholieke geloof.

## Encycliek
In de encycliek onderstreepte Pius XI het belang van de eenheid van de christelijke Kerk, met aan het hoofd de paus, die geldt als plaatsvervanger van Christus. De afsplitsingen binnen het christendom waren in de ogen van de paus het resultaat van oorlogen, wetten gericht tegen religieuze activiteiten of de extreme voorliefde voor het aardse bestaan boven het leven na de dood.
Voormalige pausen hadden alles in het werk gesteld om de aansluiting met de Orthodoxe Kerk te bewerkstelligen, temeer daar beide geloven overeenkomsten vertoonden; het geloof in de Eucharistie en de verering van de Maagd Maria.
De herdenking van de 300e sterfdag van Josafat moest volgens Pius XI een oproep zijn tot een hernieuwde poging tot hereniging van het christendom. Alle betrokken partijen moesten daarbij bereid zijn tot concessies; de oosters-orthodoxen moesten hun vooroordelen laten varen, katholieken moesten zich meer verdiepen in de historie van de Slavische volken. Daarom zou Pius XI zich sterk inzetten voor het welzijn van het Pauselijk Oosters Instituut (Latijn: Pontificium Institutum Orientalium), opgericht door paus Benedictus XV in 1917
(In de encycliek Rerum orientalium van 8 september 1928 wees Pius XI op het belang van onderwijs van oosterse studies aan onder meer seminaries.)

## Visie van Herman Ivanov-Treenadzaty
Herman Ivanov-Treenadzaty, diaken van de Russisch-orthodoxe Kerk die de Katholieke Kerk als een "groot gevaar voor Rusland" omschrijft, haalde in een lezing tijdens het 24e Russische Jeugd congres in Australië fel uit naar de wijze waarop de Katholieke Kerk in zijn ogen geprobeerd had vaste voet te krijgen in Rusland. Ook de verering van Josafat Kuncewycz, “de meest kwaadaardige persoonlijkheid” wijst hij daarbij resoluut van de hand. Ivanov-Treenadzaty haalde in zijn lezing misstanden aan, die door Josafat begaan zouden zijn:
- Opgraving van lijken en ze voor de honden gooien
- Plundering en terrorisering van Russisch-orthodoxen
- Sluiten en afbranden van kerken

Josafats dood zou een gevolg geweest zijn van zijn wrede optreden, en als zodanig gold hij volgens Ivanov-Treenadzaty niet als martelaar.
Pius’ oproep tot hereniging in de encycliek werd door Ivanov-Treenadzaty ter discussie gesteld omdat het Vaticaan geprobeerd zou hebben zich te verzoenen met de communisten vanaf 1917. Door uitschakeling van de Russisch-orthodoxe Kerk zou de Katholieke Kerk haar positie binnen het nieuwe Rusland willen bevestigen. In archieven van het Franse ministerie van Buitenlandse zaken waren telegrammen gevonden, gericht aan Eugenio Pacelli, waarin de ambassadeur van de Sovjet-Unie de vertegenwoordiger van de Katholieke Kerk duidelijk maakte, dat de regering geen reden voor weerstand zag tegen de vestiging van de Katholieke Kerk en de oprichting van seminaries.
De onderwerping van de Russisch-orthodoxe Kerk aan het gezag van Stalin in 29 juli 1927 zou de interesse van de Sovjet-Unie voor toenadering tot het Vaticaan hebben doen verdwijnen, waardoor ook het Vaticaan zijn strategie ten opzichte van het communisme drastisch veranderd zou hebben.
In 1937 zou Pius XI in zijn encycliek Divini Redemptoris stelling nemen tegen het communisme.